# Château des Auzuzières
Le Château des Auzuzières est un château français situé à Juvigné, dans le département de la Mayenne et la région des Pays de la Loire. 

## Désignation
- Dauzuzières (Cassini) (Carte de Cassini).

## Histoire
Le Château appartenait à Simon-L. de Chalus, en 1742 ; y demeure René de Chalus de Maulny, 1773 ; N. du Boisbéranger, sieur « du fief des Auzuzières, » 1780.

## Sources et bibliographie
- « Château des Auzuzières », dans Alphonse-Victor Angot et Ferdinand Gaugain, Dictionnaire historique, topographique et biographique de la Mayenne, Laval, A. Goupil, 1900-1910 [détail des éditions] (BNF 34106789, présentation en ligne)